# André Boudrias
André Gerard Boudrias (Montréal, Québec, 1943. szeptember 10. – 2019. február 5.) kanadai profi jégkorongozó.

## Pályafutása
Komolyabb junior karrierjét az OHA-s Montréal Junior Canadiensben kezdte 1961–1962-ben. Még ebben a szezonban átkerült az EPHL-es North Bay Trappers és a szintén EPHL-es Hull-Ottawa Canadiensbe. A következő idényben visszakerült az OHA-ba a Montréal Junior Canadiensbe majd három mérkőzésre felkerült a Hull-Ottawa Canadiensbe. 1963–1964-ben még játszott a Montréal Junior Canadiensben de már négy mérkőzésen magára húzhatta az NHL-es Montréal Canadiens mezét. A következő bajnoki idényben játszott a CPHL-es Omaha Knightsban, az AHL-es Québec Acesben és egy mérkőzés erejéig meghívást kapott a Montréal Canadiensbe. 1965–1966-ban szerepelt a CPHL-es Houston Apollosban és egy mérkőzésen jégre léphetett a Quebec Acesben. A következő szezon döntő többségét a Houston Apollos töltötte de ismét játszhatott két NHL-es mérkőzést a Montréal Canadiensben. 1967–1968-ban átkerült a Minnesota North Starsba, ahol a következő szezon  felét is töltötte majd ekkor a Chicago Blackhawkshoz került. 1969–1970-ben a St. Louis Blues csapatába igazolt és 50 mérkőzésen játszhatott az NHL-ban majd lekerült a CHL-es Kansas City Bluesba 19 mérkőzésre. 1970–1976 között csak a Vancouver Canucks mezét viselte. Ez idő alatt a legjobb idényében 78 pontot szerzett. 1976–1978 között a WHA-s Québec Nordiquesben játszott majd 1978-ban visszavonult.
Visszavonulás után a Montréal Canadiensnél lett általános menedzser helyettes és játékos megfigyelő. A Canadeinsszel 1986-ban és 1993-ban Stanley-kupa győztes lett. 1994 nyarán a New Jersey Devilshez került, szintén, mint játékos megfigyelő és 3 Stanley-kupát nyert a csapattal (1995, 2000, 2003).

## Karrier statisztika
| 1961–1962       | Montréal Junior Canadiens | OHA             | 50  | 34  | 63  | 97  | 54  | 6  | 2  | 3  | 5  | 4  |
| 1962–1963       | Montréal Junior Canadiens | OHA             | 50  | 12  | 43  | 55  | 72  | 10 | 3  | 4  | 7  | 18 |
| 1963–1964       | Montréal Junior Canadiens | OHA             | 55  | 38  | 97  | 135 | 48  | 16 | 11 | 26 | 37 | 18 |
| 1963–1964       | Montréal Canadiens        | NHL             | 4   | 1   | 4   | 5   | 2   | —  | —  | —  | —  | —  |
| 1964–1965       | Québec Aces               | AHL             | 14  | 4   | 9   | 13  | 43  | —  | —  | —  | —  | —  |
| 1964–1965       | Montréal Canadiens        | NHL             | 1   | 0   | 0   | 0   | 2   | —  | —  | —  | —  | —  |
| 1965–1966       | Québec Aces               | AHL             | 1   | 2   | 0   | 2   | 0   | —  | —  | —  | —  | —  |
| 1966–1967       | Montréal Canadiens        | NHL             | 2   | 0   | 1   | 1   | 0   | —  | —  | —  | —  | —  |
| 1967–1968       | Minnesota North Stars     | NHL             | 74  | 18  | 35  | 53  | 42  | 14 | 3  | 6  | 9  | 8  |
| 1968–1969       | Minnesota North Stars     | NHL             | 53  | 4   | 9   | 13  | 6   | —  | —  | —  | —  | —  |
| 1968–1969       | Chicago Black Hawks       | NHL             | 20  | 4   | 10  | 14  | 4   | —  | —  | —  | —  | —  |
| 1969–1970       | St. Louis Blues           | NHL             | 50  | 3   | 14  | 17  | 20  | 14 | 2  | 4  | 6  | 4  |
| 1970–1971       | Vancouver Canucks         | NHL             | 77  | 25  | 41  | 66  | 16  | —  | —  | —  | —  | —  |
| 1971–1972       | Vancouver Canucks         | NHL             | 78  | 27  | 34  | 61  | 16  | —  | —  | —  | —  | —  |
| 1972–1973       | Vancouver Canucks         | NHL             | 77  | 30  | 40  | 70  | 24  | —  | —  | —  | —  | —  |
| 1973–1974       | Vancouver Canucks         | NHL             | 78  | 16  | 59  | 75  | 18  | —  | —  | —  | —  | —  |
| 1974–1975       | Vancouver Canucks         | NHL             | 77  | 16  | 62  | 78  | 46  | 5  | 1  | 0  | 1  | 0  |
| 1975–1976       | Vancouver Canucks         | NHL             | 71  | 7   | 31  | 38  | 10  | 1  | 0  | 0  | 0  | 0  |
| 1976–1977       | Québec Nordiques          | WHA             | 74  | 12  | 31  | 43  | 12  | 17 | 3  | 12 | 15 | 6  |
| 1977–1978       | Québec Nordiques          | WHA             | 66  | 10  | 17  | 27  | 22  | 11 | 0  | 2  | 2  | 4  |
| NHL összesítet  | NHL összesítet            | NHL összesítet  | 662 | 151 | 340 | 491 | 216 | 34 | 6  | 10 | 16 | 12 |
| WHA összesített | WHA összesített           | WHA összesített | 140 | 22  | 48  | 70  | 34  | 28 | 3  | 14 | 17 | 10 |
| OHA összesített | OHA összesített           | OHA összesített | 155 | 84  | 203 | 287 | 174 | 32 | 16 | 33 | 49 | 40 |

## Díjai
- Eddie Powers-emlékkupa: 1962, 1964
- NHL All-Star Gála: 1967